# Lucien Estrine
Lucien Estrine, né le 13 juillet 1851 à Marseille et mort le 23 mars 1931 à Marseille, est un avocat et homme d'affaires marseillais.

## Biographie
D'une famille originaire de Martigues, Lucien Estrine est le fils du négociant Albert Estrine et de Louise Dervieux. Négociant à Marseille, son arrière grand-père, Louis Estrine (1752-1830), acquiert l'hôtel de la famille de Pistoye à Saint-Rémy-de-Provence. Marié à Claire Gouin, fille d'Édouard Gouin, directeur de la Société générale des transports maritimes, et petite-fille de Joseph Grandval, Lucien Estrine est le beau-père des industriels Georges Brenier, Alexis Grawitz, Henri Hartog et Edmond Rathery.
Suivant d'excellentes études au lycée de Marseille, bachelier ès lettres et ès sciences, licencié en droit, il complète sa formation par un séjour en Angleterre et s'inscrit comme avocat au barreau.
Agent général de la Peninsular and Oriental Steam Navigation Company, il entre dans les affaires familiales et succède à son père en tant que gérant de la société Estrine et Cie. Il devient également directeur de la Compagnie péninsulaire et orientale à Marseille, président de la Banque du Colombier, de la Marseillaise de Madagascar, du journal Le Petit Marseillais. Président de la Compagnie marseillaise de Madagascar (Comama), il fonde la Compagnie marseillaise du Soudan en 1906. En 1909, il cofonde, avec les frères Bonnasse, Jules Régis, Albert Armand, Théodore Mante, Paul Desbief, Georges Zafiropulo, Zarifi et les frères Estier, la Société marseillaise de croiseurs aériens, société anonyme destinée à la construction de dirigeables.
Occupant une place importante dans le vie phocéenne, il préside l'Union des associations de France et d'Algérie, la Société pour la défense du commerce et de l'industrie (1899), la Chambre de commerce de Marseille (1909-1911), la Société de géographie de Marseille (1912-1924), le Bureau d'expertise et d'arbitrage des riz, l'Association des anciens élèves du Lycée de Marseille, le conseil d'administration de l'École supérieure de commerce, etc. Fondateur et présidant le Syndicat d'initiative de Provence, il est l'organisateur des Expositions coloniale de Marseille de 1906 et de 1922 et du Palais de Marseille à l'Exposition universelle de Bruxelles, ainsi que commissaire général adjoint de la France à celle de Turin.
Après la crise de Fachoda, il assure la tranquillité à l'arrivée du sirdar Horatio Herbert Kitchener et fait échouer des manifestations anti-britanniques à l'arrivée de Paul Kruger.
Durant la Première Guerre mondiale, il crée le Comité des relations avec les pays neutres, qu'il préside.

## Distinctions
- Commandeur de la Légion d'honneur (1923)
- Officier de l'Instruction publique
- Médaille de verneuil des épidémies

## Hommages
La rue Lucien-Estrine, à Saint-Rémy-de-Provence.

## Publications
- Discours (1910)
- Proposition de loi ayant pour objet de modifier les articles 1003 et 1006 du Code de procédure civile, en déclarant valable la clause compromissoire (1905)
- Hambourg-Marseille : une zone franche à Marseille, réfutation des objections (1899)
- Un port franc à Marseille. Les enseignements de l'histoire et les desiderata actuels (1898)
- Un port franc à Marseille, projet de la Société pour la défense du commerce (1898)